# Veliko Korenovo
Veliko Korenovo falu Horvátországban Belovár-Bilogora megyében. Közigazgatásilag Belovár községhez tartozik.

## Fekvése
Belovár központjától légvonalban 5, közúton 6 km-re délnyugatra, a megyeszékhely szomszédságában, a Belovačka-patak partján fekszik.

## Története
A régészeti leletek tanúsága szerint területe már az őskorban lakott volt. A szomszédos Malo Korenovo falu határában tárták fel 1956-ban és 1961-ben a szakemberek az újkőkori korenovói kultúra lelőhelyét, melyről az i. e. 4600 és 4200 között virágzott kultúra a nevét kapta. A Česma folyó völgyének lejtőin a jellegzetes vonaldíszes kerámiák mellett egy kőszerszámokat előállító műhely leletei is előkerültek.
Korenovo első írásos említése 1334-ben történt a zágrábi püspökséghez tartozó plébániák felsorolásában „Item ecclesia beate virgihis de Koren” alakban. A dokumentum szerint plébániatemploma Szűz Mária tiszteletére volt szentelve. Valószínűleg a 14. század végén építtette a falu határába szentjakabi István fia Ákos „Szobocsina” várát, melyet 1438-ban említenek először, amikor Albert király híveinek a Tallóciaknak adta. A várnak felszíni nyoma nem maradt, a helye máig nem azonosított. 1501-ben említik a falu templomának Imre nevű plébánosát „Emericus plebanus beate virginis in Koren” néven, majd 1507-ben említik plébániáját is. 
A térséget 16. század végén szállta meg a török. A török megszállás teljesen megváltoztatta az itteni táj képét. A várat is teljesen lerombolták. A lakosság legnagyobb része az ország biztonságosabb részeire menekült, másokat rabságba hurcoltak. Ezután ez a vidék több évtizedre lakatlanná vált.
A mai falu akkor keletkezett, amikor a török uralom után a 17. századtól a kihalt területre folyamatosan telepítették be a keresztény lakosságot. 1774-ben az első katonai felmérés térképén a falu „Dorf Korenovo” néven szerepel. A település katonai közigazgatás idején a kőrösi ezredhez tartozott. Lipszky János 1808-ban Budán kiadott repertóriumában „Korenovo” néven szerepel.  
Nagy Lajos 1829-ben kiadott művében „Korenovo” néven 78 házzal, 74 horvát és 323 ortodox vallású lakossal találjuk.
A katonai közigazgatás megszüntetése után Magyar Királyságon belül Horvátország részeként, Belovár-Kőrös vármegye Belovári járásának része volt. 1857-ben 554, 1910-ben 653 lakosa volt. Az 1910-es népszámlálás szerint lakosságának 59%-a szerb, 29%-a magyar, 11%-a horvát anyanyelvű volt. 1918-ban az új szerb-horvát-szlovén állam, majd később Jugoszlávia része lett. 1941 és 1945 között a németbarát Független Horvát Államhoz, majd a háború után a szocialista Jugoszláviához tartozott. 1991-től a független Horvátország része. 1991-ben lakosságának 65%-a horvát, 23%-a szerb nemzetiségű volt. 2011-ben a településnek 534 lakosa volt.

## Lakossága
| Lakosság változása | Lakosság változása | Lakosság változása | Lakosság változása | Lakosság változása | Lakosság változása | Lakosság változása | Lakosság változása | Lakosság változása | Lakosság változása | Lakosság változása | Lakosság változása | Lakosság változása | Lakosság változása | Lakosság változása | Lakosság változása |
| ------------------ | ------------------ | ------------------ | ------------------ | ------------------ | ------------------ | ------------------ | ------------------ | ------------------ | ------------------ | ------------------ | ------------------ | ------------------ | ------------------ | ------------------ | ------------------ |
| 1857               | 1869               | 1880               | 1890               | 1900               | 1910               | 1921               | 1931               | 1948               | 1953               | 1961               | 1971               | 1981               | 1991               | 2001               | 2011               |
| 544                | 663                | 722                | 711                | 662                | 653                | 682                | 717                | 612                | 617                | 589                | 570                | 594                | 582                | 631                | 534                |